# St. Petersburg, Pennsylvania
St. Petersburg là một thị trấn thuộc quận Clarion, tiểu bang Pennsylvania, Hoa Kỳ. Năm 2010, dân số của thị trấn này là 400 người.